# Hetman Jack Parham
Hetman Jack Parham, britanski general, * 1895, † 1974.